# Шмелёв, Борис Елисеевич
Борис Елисеевич Шмелёв (15 мая 1914 год, Петроград, Российская империя — 27 ноября, 1990 год, Чкаловск, Таджикская ССР, СССР) — советский танкист во время Великой Отечественной войны, Герой Советского Союза (24.05.1945). Лейтенант.

## Биография

### Ранние годы
Борис Елисеевич Шмелёв родился 15 мая 1914 года в Петрограде. Окончив в 1928 году 8 классов, Шмелёв поступил в школу ФЗУ имени Н. К. Крупской, которое успешно окончил в 1929 году по специальности слесаря-ремонтника.
До призыва в 1935 году в ряды Красной Армии Шмелёв работал на фабрике «Веретено».
В период с 1935 по 1937 годы Шмелёв служил в 6-й отдельной танковой бригаде им. С. М. Кирова Ленинградского военного округа, где, после окончания полковой школы, будучи старшим сержантом Шмелёв получил должность младшего комвзвода по специальности старшего механика-водителя танка Т-28, в то время относившегося к классу тяжёлых танков.
Уволившись в запас из армии в 1937 году, Шмелёв вернулся в Ленинград и стал работать на прядильной фабрике «Советская Звезда». В декабре того же года Шмелёв был откомандирован на курсы помощников мастеров ткацкого производства, окончив которые был направлен в ткацкий цех комбината имени П. Анисимова. Там он проработал на должности помощника мастера вплоть до своего ухода добровольцем на войну в июле 1941 года.

### Участие в Великой Отечественной войне
Борис Шмелёв участвовал в боях многих операций, например, в декабре 1941 года в боях за Красный Бор в составе 84-го отдельного танкового батальона 55 армии; в январе-феврале 1943 года в боях за Синявино и окружении мгинско-синявинской группировки в составе 46-го отдельного тяжёлого танкового полка 67-й армии, а в марте Борис Шмелёв принимал участие в операции по уничтожению Мгинско-синявинской группировки в составе 220-й танковой бригады 55-й армии.
Старший механик-водитель тяжёлого танка 46-го отдельного гвардейского танкового полка 23-й армии старший сержант Шмелёв 10 июня 1944 года отличился при прорыве обороны финнов на Карельском перешейке в районе высоты 171 в ходе Выборгской наступательной операции. Умело управляя своим танком, в течение двух часов под огнём противника лобовыми ударами корпуса танка раздвинул противотанковые надолбы и в итоге сделал проход, через который прошли советские танки и САУ, овладевшие господствующей высотой.
Шмелёв так вспоминал о тех событиях:

 «С 22-го на 23-е июня 1944 года наш 46-й тяжело танковый полк прорыва передислоцировался с выжидательных на исходные позиции для операции на Карельском перешейке. В приказе говорилось: нашему полку приказано прорвать передний край обороны противника, овладеть высотой 171-0, закрепиться, держаться до подхода войск развития успеха». 
Указом Президиума Верховного Совета СССР от 24 марта 1945 года Борису Елисеевичу Шмелёву присвоено звание Героя Советского Союза с вручением ордена Ленина и медали «Золотая Звезда».

### Послевоенные годы
Демобилизовавшись в августе 1946 года, Борис Елисеевич Шмелёв вернулся в Ленинград, где проработал на предприятиях города. В апреле 1947 года Шмелёв стал работать в Министерстве внутренних дел: после окончания офицерской школы милиции стал служить следователем.
После вступления в КПСС в 1949 году, в сентябре того же года Шмелёв был назначен начальником Поныровского РОВД Курской области, но в феврале 1950 года оставил этот пост и вскоре ушёл в запас.
В 1955 году Шмелёв переехал из Ленинграда в Кустанайскую область, где был награждён в июне 1957 года медалью «За освоение целинных земель», а уже в 1958 году был исключён из КПСС.
В 1959 году Шмелёв женился на женщине, у которой было трое детей.
Борис Елисеевич Шмелёв умер 27 ноября 1990 года от перенесённого за год до смерти инсульта.

## Награды и звания
- Герой Советского Союза (24 марта 1945);
- орден Ленина (24 марта 1945);
- два ордена Отечественной войны I степени (30 января 1945; 11 марта 1985);
- орден Отечественной войны II степени (29 сентября 1944);
- орден Красной Звезды (12 марта 1944);
- медали, в том числе:
  - медаль «За оборону Ленинграда» (1942);
  - медаль «За отвагу» (16.02.1943);
  - медаль «За освоение целинных земель».

## Память
Копии военного билета, орденской книжки, удостоверений к медалям, наградного листа и воспоминания семьёй были переданы Правительству Санкт-Петербурга и Государственному мемориальному музею обороны и блокады Ленинграда.

## Документы
- Фонд № 1712, Шмелёв Борис Елисеевич — Герой Советского Союза, Центральный государственный архив Республики Таджикистан (734018, Республика Таджикистан, город Душанбе, улица Негмата Карабаева, 38/1).
- Сборник законодательных актов о государственных наградах СССР, М.: Известия, 1982.